# Arkivolt

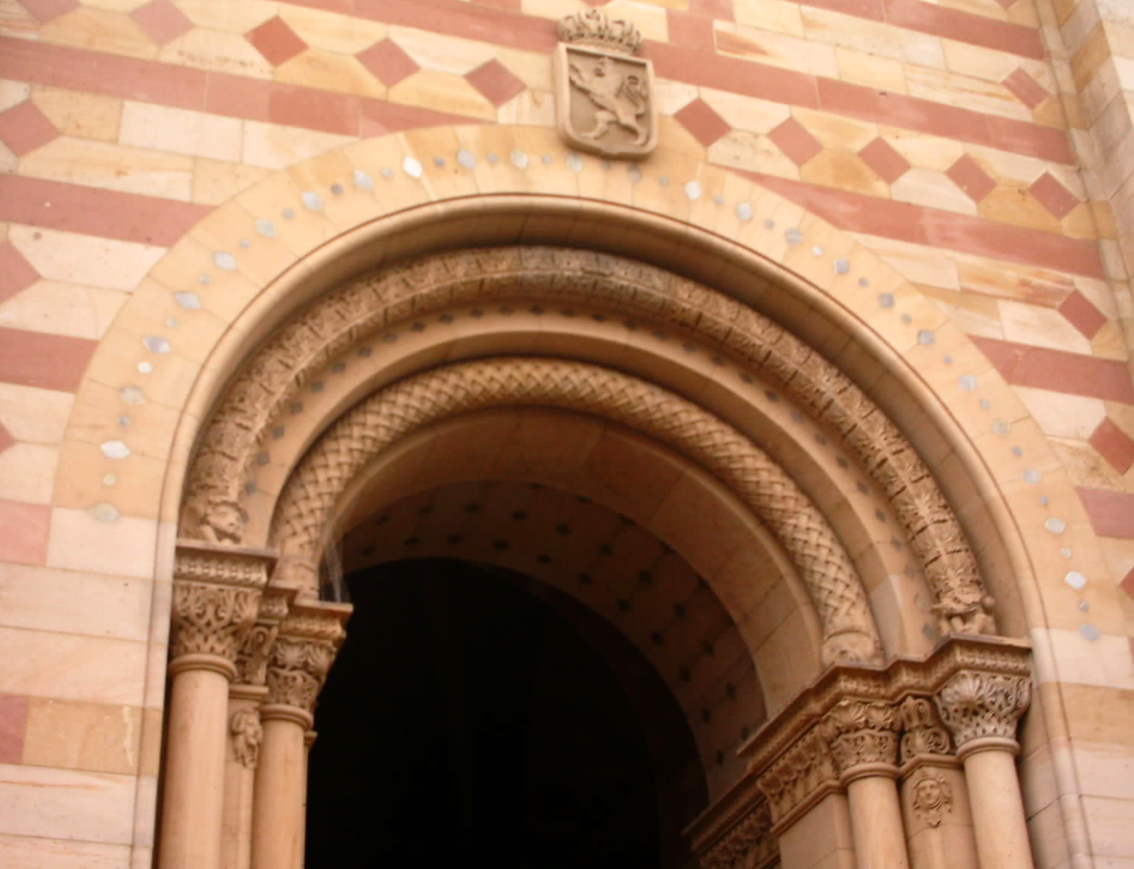
Arkivolt vid Speyers domkyrka

Arkivolt är en valvbåge i, ursprungligen, klassisk arkitektur men associeras idag främst med medeltidens perspektivportaler.
I den klassiska arkitekturen kan en arkivolt betraktas som en krökt arkitrav.
I den romanska arkitekturens perspektivportaler lades flera arkivolter intill varandra och var och en av dessa dekorerades med rundstavar.
I den gotiska arkitekturen portaler var arkivolterna rikt dekorerade med skulpturer.